# Whiskeytown
I Whiskeytown sono stati un gruppo alternative country statunitense attivo nella seconda metà degli anni novanta, tra i più rappresentativi esponenti del genere.

## Storia del gruppo
Il gruppo si è formati nel 1994 a Raleigh nella Carolina del Nord inizialmente composto da Ryan Adams (voce, chitarra), Caitlin Cary (violino), Phil Wandscher (chitarra),  Eric "Skillet" Gilmore (batteria), Steve Grothman (basso), sulle ceneri di un gruppo punk precedente: The Patty Duke Syndrome.
Dopo un primo EP pubblicato nel 1995, il gruppo dà alle stampe il primo album Faithless Street che ottiene ottime recensioni dalla critica tanto che viene distribuito dalla Geffen Records.
Sorgono però i primi attriti tra i componenti del gruppo, durante le registrazioni del secondo disco Stranger's Almanac, Gilmore and Grothman lasciano, terminate le quali anche Wandscher se ne va. L'album viene prodotto da Jim Scott, produttore di album di Tom Petty e Wilco, e viene registrato tra la California e il Tennessee, il risultato è un album che rappresenta in pieno il movimento per la sua fusione di elementi rock'n roll e country, ed tuttora considerato tra i capolavori del genere.
Il gruppo si scioglie nel 2000, Ryan Adams prosegue per la propria carriera da solista.
Nel 2001 esce postumo il terzo album Pneumonia per la Lost Highway Records.

## Discografia

### Album
- 1996 - Faithless Street - (Mood Food/Outpost)
- 1997 - Strangers Almanac - (Outpost/Geffen)
- 2001 - Pneumonia - (Lost Highway)

### EP
- 1995 - Angels - (Mood Food)
- 1997 - Rural Free Delivery - (Mood Food)
- 1997 - In Your Wildest Dreams - (Outpost)